# Chetogaster oblonga
Chetogaster oblonga är en tvåvingeart som först beskrevs av Macquart 1847.  Chetogaster oblonga ingår i släktet Chetogaster och familjen parasitflugor. Inga underarter finns listade i Catalogue of Life.